# 수영초등학교 (부산)
수영초등학교는 대한민국 부산광역시 수영구 광안동에 있는 공립 초등학교이다.

## 학교 연혁
- 1921년 3월 31일 수영공립보통학교 설립인가 (수영동)
- 1938년 4월 1일 수영공립심상소학교로 개칭
- 1941년 4월 1일 수영공립국민학교로 개칭
- 1962년 6월 30일 광안동 현 위치로 이전
- 1970년 3월 1일 광안국민학교 분리
- 1976년 6월 1일 망미국민학교 분리
- 1978년 3월 1일 민락국민학교 분리
- 1980년 3월 1일 수미국민학교 분리
- 1985년 3월 1일 민안국민학교, 호암국민학교 분리
- 1996년 3월 1일 수영초등학교로 개칭
- 1997년 9월 25일 본관 30개 교실 개축
- 2003년 11월 3일 수자리도서관 개관
- 2009년 11월 9일 급식실 현대화, 화장실 개량공사, 사물함 책걸상 교체
- 2011년 3월 1일 제35대 김용원 교장 부임
- 2011년 4월 23일 초등돌봄교실 설치
- 2011년 4월 25일 노후 체육시설 및 놀이시설 교체
- 2011년 4월 30일 수영 장미동산 조성
- 2011년 7월 8일 교육복지실 개소
- 2011년 12월 19일 암석원 개보수
- 2012년 3월 2일 온종일돌봄교실 준공 및 운영
- 2012년 5월 4일 수영한마당운동회
- 2012년 6월 7일 학부모 도서바자회(다목적실)
- 2012년 10월 13일 수영한마음가족등반대회(금련산)
- 2012년 11월 13일 수영성과발표회(공연방영, 작품전시)
- 2013년 2월 15일 제91회 졸업식(243명, 총 29246명)
- 2013년 5월 3일 수영한마음운동회
- 2013년 6월 10일 수영학생재능대회
- 2015년 3월 1일 45학급(특수 1 포함) 편성
- 2015년 3월 1일 제36대 안봉현 교장 부임
- 2016년 12월 30일 개축 건물로 이사
- 통교 호날두 siu하면 망함 통교 15일 잘가고

## 참고 자료
- 수영초등학교 - 한국교육학술정보원 학교알리미
- 수영초등학교 (부산역사문화대전)